# 張䱋化
張䱋化（1602年—？），號襄海，山西太平縣（今屬襄汾縣）中黃里人，明朝政治人物。

## 生平
张䱋化出生于壬寅年（1602年）正月初七日，萬曆四十六年（1618年）戊午科山西乡试举人，天啓二年（1622年）壬戌科三甲進士。兵部观政，三年授陕西宝鸡知县，四年本省同考，六年调盩厔知县，七年升南户部广西司主事，崇祯元年改兵部职方司，四年升武选司员外，出为扬州府知府，七年仕至陝西分守關西道按察副使兼叅議。八年调简。